# Kolbrún Halldórsdóttir
Kolbrún Halldórsdóttir, född 31 juli 1955, är en isländsk politiker  och medlem av Vinstrihreyfingin – grænt framboð. Hon var ledamot av Alltinget, Islands parlament, för Reykjavik från 1999 till 2009.